# دنیس بوانگا
دنیس بوانگا (انگلیسی: Denis Bouanga؛ زادهٔ ۱۱ نوامبر ۱۹۹۴) بازیکن فوتبال زاده فرانسه است. وی از سال ۲۰۱۷ برای تیم ملی فوتبال گابن بازی می‌کند. 
از باشگاه‌هایی که در آن بازی کرده‌است می‌توان به سن-اتین، استراسبورگ، نیم المپیک، لوریان و لس آنجلس اشاره کرد.
وی همچنین در تیم ملی فوتبال گابن بازی کرده‌است.